# Jankovicsové
Jankovicsové z Daruváru (maďarsky Daruvári Jankovics család) je uherský panský a později hraběcí rod Jankovićů původem z chorvatského Daruvaru, od 16. století usedlý v Uhrách.

## Historie
Původ rodu sahá do 16. století. Rodina vlastnila větší majetky v chorvatském Daruvaru, od něhož rod odvozuje svůj predikát z Daruváru, stejně jako v Sirači a maďarském Čepregu.
Dne 26. srpna 1588 byli bratři Matyáš a Petr Jankovićové povýšeni do maďarského šlechtického stavu. V roce 1722 uherský král Karel III. udělil Bonaventurovi Jankovicsi predikát z Daruváru a dalším členům rodu Jankovicsů, Antonínovi a Františkovi v témže roce udělil hraběcí hodnost. František však zemřel jako mladý a smrtí Antonína v roce 1789 tato větev vyhasla, proto v roce 1857 císař František Josef I. udělil hraběcí hodnost Gyule Jankovicsové z Požežské župy. Gyula byla dcera francouzského předsedy vlády, hraběte Guillauma de Montbel a uherské hraběnky Anny Sigrayové. Ta měla dvě dcery a hraběcí titul tak opět zanikl.